# Великі Багіші
Вели́кі Баги́ші (рос. Большие Багыши, чув. Мăн Пакăш) — присілок у Чувашії Російської Федерації, у складі Старотіньгеського сільського поселення Ядринського району.
Населення — 123 особи (2010; 160 в 2002, 210 в 1979, 356 в 1939, 325 в 1926, 255 в 1906, 167 в 1795). Національний склад — чуваші та росіяни.

## Історія
Історична назва — Байгішева, Багішева. До 1866 року селяни мали статус державних, займались землеробством, тваринництвом. 1892 року відкрита школа грамоти, з 1898 року — церковнопарафіяльна школа. На початку 20 століття діяв вітряк. 1929 року утворено колгосп «Багіш». До 1927 року присілок входив до складу Шуматовської волості Ядринського повіту, з переходом на райони 1927 року — спочатку у складі Аліковського, у період 1939–1956 років — у складі Совєтського, після чого передано до складу Ядринського району.

## Господарство
У присілку працюють школа, фельдшерсько-акушерський пункт, спортивний майданчик та магазин.